# Jasmin Hukić
Jasmin Hukić, né le 15 août 1979, à Tuzla, en République socialiste de Bosnie-Herzégovine, est un joueur bosnien de basket-ball. Il évolue au poste d'ailier.

## Palmarès
- EuroCup Challenge 2006
- Ligue baltique 2002, 2005
- Champion de Slovénie 2002, 2008, 2009
- Champion de Bosnie-Herzégovine 1997, 2000, 2001
- Champion de Pologne 2007
- Coupe de Slovénie 2002, 2003, 2008, 2009
- Coupe de Bosnie-Herzégovine 1997, 1999, 2001